# Corrado Ardizzoni
Corrado Ardizzoni (23 de fevereiro de 1916 — 14 de março de 1980) foi um ciclista italiano. Com a equipe italiana, ele competiu em duas provas nos Jogos Olímpicos de Berlim 1936.